# Miguel Ángel Amoedo
Miguel Ángel Amoedo, també conegut com a Migue Amoedo (Sevilla, 1976) és un director de fotografia espanyol. Va començar com a director de fotografia el 2001 amb curtmetratges i sèries de televisió Los simuladores (2006), i el 2007 va debutar en el llargmetratge amb la habitación de Fermat. El 2011 treballà a De tu ventana a la mía, amb la que va guanyar el premi a la millor fotografia al Festival de Cinema d'Espanya de Tolosa de Llenguadoc i el Premi ASECAN de 2013. Pel seu treball a La novia de 2015 va guanyar el Goya a la millor fotografia i el premi a la millor fotografia del Cercle d'Escriptors Cinematogràfics de 2015. També fou nominat als Premis Platino.
Pel seu treball a La llamada el 2017 fou nominat novament el premi a la millor fotografia del Cercle d'Escriptors Cinematogràfics de 2017

## Filmografia
- Los simuladores (2006)
- la habitación de Fermat (2007)
- Desparecida (2008)
- Plan América (2008)
- Cazadores de hombres (2008)
- Karabudjan (2010)
- La princesa de Éboli (minisèrie, 2010)
- De tu ventana a la mía (2011)
- Hispania. La leyenda (2012)
- Gran Reserva (2013)
- 10.000 noches en ninguna parte (2013)
- Kamikaze (2014)
- La novia (2015)
- El ministerio del tiempo (2016)
- La llamada (2017)
- El embarcadero (2019)
- Vis a vis (2019)
- La casa de papel (2017-2019)